# Bombus argillaceus
Bombus argillaceus (saknar svenskt namn) är en insekt i släktet humlor (Bombus).

## Utbredning
Humlan förekommer från alpdalarna i södra Frankrike, schweiziska Rhòne och Slovakien söderöver till Medelhavskusten, dock med undvikande av Iberiska halvön och södra Italien. Österut finns den över större delen av Österrike, hela Ungern, södra Rumänien, Moldavien, Ryssland (upp till Kursk och Volgograd) till östra Kazakstan. I sydöst finns den i hela Balkan över Kreta, Cypern, Turkiet, Kaukasus och Transkaukasus till norra Iran. Den har även påträffats i Grekland.

## Beskrivning
En stor, långtungad humla med mycket långsträckt huvud; drottningen är 24 till 28 millimeter lång, arbetarna och hanarna betydligt mindre. Vingarna är mörka men genomskinliga, och pälsen är slät. Mellankroppen har en bred gul krage, och ett likaledes brett, gult band över bakre delen. Bakkroppen är helt svart hos drottningen; arbetare och hanar har ett gult band på det främsta segmentet och mitten av det andra samt en vit bakkroppsspets.

## Ekologi
En solälskande art som förekommer på varma och torra marker. Humlan har ett av de största bona bland europeiska arter; det innehåller mellan 100 och 600 individer, i de sydliga delarna av utbredningsområdet ibland ännu fler. Boet anläggs underjordiskt, ofta i övergivna musbon. Arten har Bombus maxillosus som boparasit.
I Turkiet kan den gå upp till 2 500 m höjd, även om den oftast håller sig kring 900 och 1 870 m.
Arten är genetiskt mycket lik fälthumla (Bombus ruderatus), som den endast skiljer sig från genom drottningarnas färgmönster, och hybrider förekommer mellan de två arterna. Utseendemässigt påminner arbetare och hanar om trädgårdshumla (Bombus hortorum) med undantag för de mörka vingarna och den släta pälsen.
Näringsväxter är bland andra kransblommiga växter som dån, hjärtstilla och bosyska, ärtväxter som klövrar, åkerböna och vickrar, vallört och sporrar.